# Karolina Kliszewska

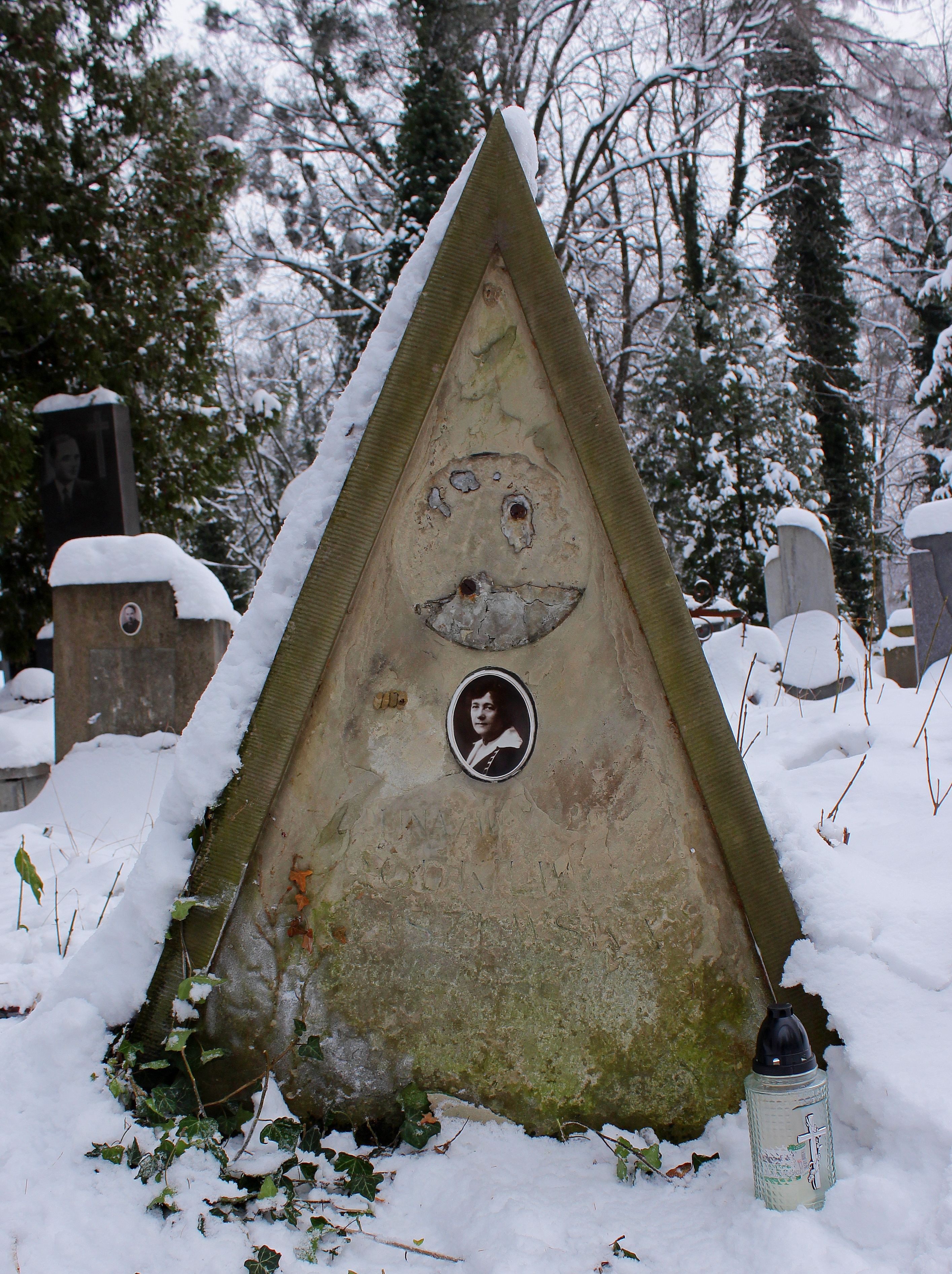

Karolina Kliszewska, de domo Wesołowska, występująca z pocz. pod nazwiskiem Karlińska (ur. 1867 we Frysztaku, zm. 9 listopada 1927 w Katowicach) – polska śpiewaczka operetkowa i operowa, aktorka.

## Życiorys
Zadebiutowała na scenie we Lwowie. W 1892 roku zwróciła uwagę Władysława Szymanowskiego, dzięki któremu jeszcze tego samego roku zaczęła występować w operetkach w Warszawie, zdobywając tam popularność. Po powrocie do Lwowa na lata związała się z Teatrem Lwowskim, silnym i miłym głosem oraz grą aktorską zaskarbiając sobie przychylność publiczności. Występowała w operetkach, operach, wodewilach i komediach. Pod koniec życia przeniosła się do Katowic, gdzie występowała na scenie Teatru Polskiego. W opinii Franciszka Pajączkowskiego miała „prawdziwy talent operetkowy, miała naturalność i wdzięk, zawsze doskonała w grze i śpiewie”. Została pochowana na Cmentarzu Łyczakowskim we Lwowie.